# Grand Prix automobile de Grande-Bretagne 2005
GP précédent GP suivant
Le Grand Prix automobile de Grande-Bretagne 2005 (2005 Formula 1 Foster's British Grand Prix), disputé sur le circuit de Silverstone le 10 juillet 2005, est la 742e épreuve du championnat du monde de Formule 1 courue depuis 1950 et la onzième manche du championnat 2005.

## Qualifications

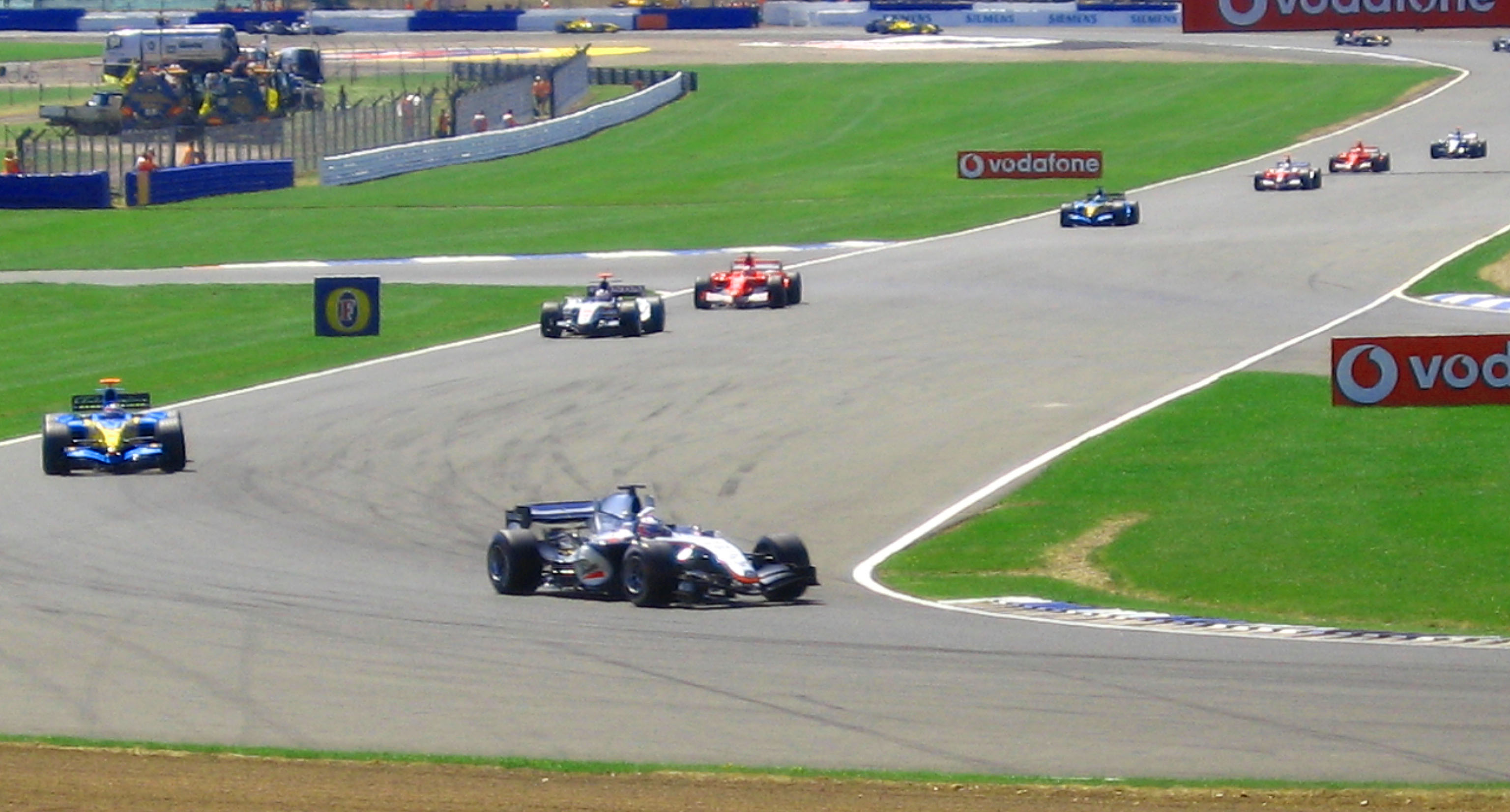
Le premier tour du Grand Prix

| Pos | N° | Pilote               | Écurie            | Temps          | Écart     |
| --- | -- | -------------------- | ----------------- | -------------- | --------- |
| 1   | 5  | Fernando Alonso      | Renault           | 1 min 19 s 905 |           |
| 2   | 9  | Kimi Räikkönen       | McLaren-Mercedes  | 1 min 19 s 932 | + 0 s 027 |
| 3   | 3  | Jenson Button        | BAR-Honda         | 1 min 20 s 207 | + 0 s 302 |
| 4   | 10 | Juan Pablo Montoya   | McLaren-Mercedes  | 1 min 20 s 382 | + 0 s 477 |
| 5   | 16 | Jarno Trulli         | Toyota            | 1 min 20 s 459 | + 0 s 554 |
| 6   | 2  | Rubens Barrichello   | Ferrari           | 1 min 20 s 906 | + 1 s 001 |
| 7   | 6  | Giancarlo Fisichella | Renault           | 1 min 21 s 010 | + 1 s 105 |
| 8   | 4  | Takuma Satō          | BAR-Honda         | 1 min 21 s 114 | + 1 s 209 |
| 9   | 17 | Ralf Schumacher      | Toyota            | 1 min 21 s 191 | + 1 s 286 |
| 10  | 1  | Michael Schumacher   | Ferrari           | 1 min 21 s 275 | + 1 s 370 |
| 11  | 11 | Jacques Villeneuve   | Sauber- Petronas  | 1 min 21 s 352 | + 1 s 447 |
| 12  | 7  | Mark Webber          | Williams-BMW      | 1 min 21 s 997 | + 2 s 092 |
| 13  | 14 | David Coulthard      | Red Bull-Cosworth | 1 min 22 s 108 | + 2 s 203 |
| 14  | 8  | Nick Heidfeld        | Williams-BMW      | 1 min 22 s 117 | + 2 s 212 |
| 15  | 15 | Christian Klien      | Red Bull-Cosworth | 1 min 22 s 207 | + 2 s 302 |
| 16  | 12 | Felipe Massa         | Sauber- Petronas  | 1 min 22 s 495 | + 2 s 590 |
| 17  | 19 | Narain Karthikeyan   | Jordan-Toyota     | 1 min 23 s 583 | + 3 s 678 |
| 18  | 21 | Christijan Albers    | Minardi-Cosworth  | 1 min 24 s 576 | + 4 s 671 |
| 19  | 20 | Patrick Friesacher   | Minardi-Cosworth  | 1 min 25 s 566 | + 5 s 661 |
| 20  | 18 | Tiago Monteiro       | Jordan-Toyota     | Pas de temps   |           |

## Classement

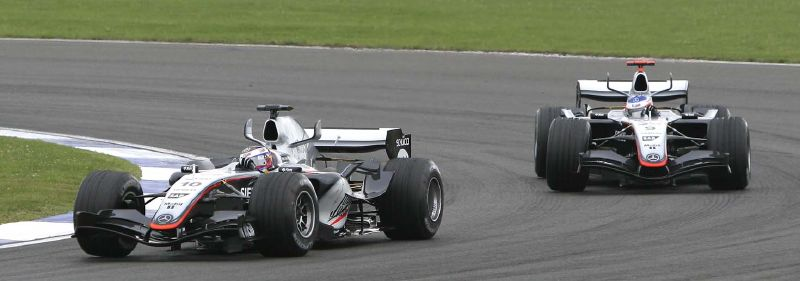
Montoya et Räikkönen lors du Grand Prix de Grande-Bretagne 2005

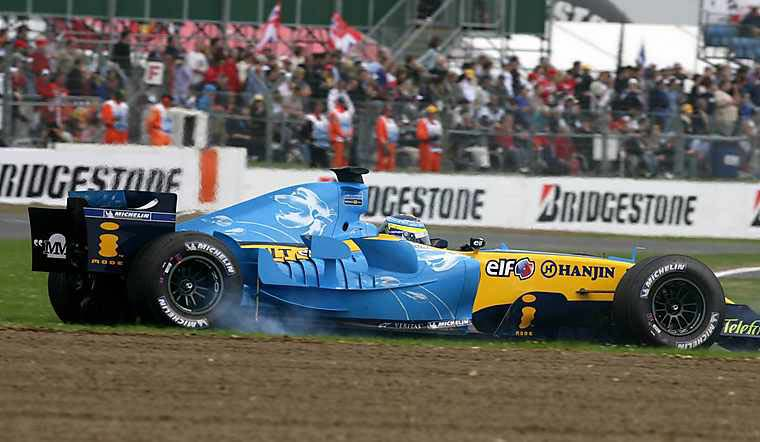
Hors-piste de Fisichella lors du Grand Prix de Grande-Bretagne 2005

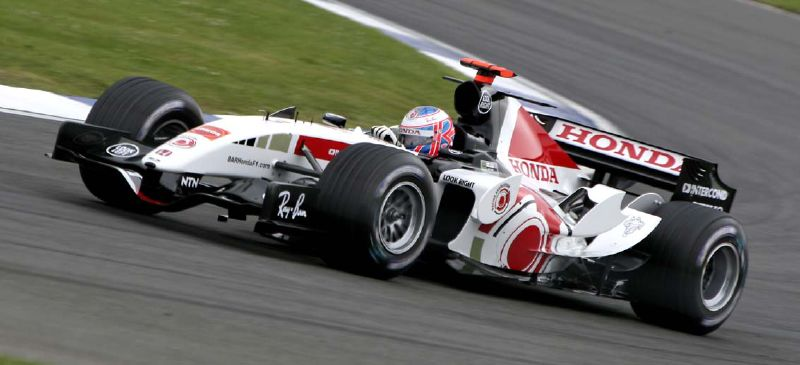
Jenson Button lors du Grand Prix de Grande-Bretagne 2005

| Pos  | N° | Pilote               | Écurie            | Tours | Temps/Abandon                      | Grille | Points |
| ---- | -- | -------------------- | ----------------- | ----- | ---------------------------------- | ------ | ------ |
| 1    | 10 | Juan Pablo Montoya   | McLaren-Mercedes  | 60    | 1 h 24 min 29 s 588 (218,968 km/h) | 3      | 10     |
| 2    | 5  | Fernando Alonso      | Renault           | 60    | + 2 s 739                          | 1      | 8      |
| 3    | 9  | Kimi Räikkönen       | McLaren-Mercedes  | 60    | + 14 s 436                         | 12     | 6      |
| 4    | 6  | Giancarlo Fisichella | Renault           | 60    | + 17 s 914                         | 6      | 5      |
| 5    | 3  | Jenson Button        | BAR-Honda         | 60    | + 40 s 264                         | 2      | 4      |
| 6    | 1  | Michael Schumacher   | Ferrari           | 60    | + 1 min 15 s 322                   | 9      | 3      |
| 7    | 2  | Rubens Barrichello   | Ferrari           | 60    | + 1 min 16 s 667                   | 5      | 2      |
| 8    | 17 | Ralf Schumacher      | Toyota            | 60    | + 1 min 19 s 221                   | 8      | 1      |
| 9    | 16 | Jarno Trulli         | Toyota            | 60    | + 1 min 20 s 851                   | 4      |        |
| 10   | 12 | Felipe Massa         | Sauber- Petronas  | 59    | + 1 tour                           | 16     |        |
| 11   | 7  | Mark Webber          | Williams-BMW      | 59    | + 1 tour                           | 11     |        |
| 12   | 8  | Nick Heidfeld        | Williams-BMW      | 59    | + 1 tour                           | 14     |        |
| 13   | 14 | David Coulthard      | Red Bull-Cosworth | 59    | + 1 tour                           | 13     |        |
| 14   | 11 | Jacques Villeneuve   | Sauber- Petronas  | 59    | + 1 tour                           | 10     |        |
| 15   | 15 | Christian Klien      | Red Bull-Cosworth | 59    | + 1 tour                           | 15     |        |
| 16   | 4  | Takuma Satō          | BAR-Honda         | 58    | + 2 tours                          | 7      |        |
| 17   | 18 | Tiago Monteiro       | Jordan-Toyota     | 58    | + 2 tours                          | 20     |        |
| 18   | 21 | Christijan Albers    | Minardi-Cosworth  | 57    | + 3 tours                          | 18     |        |
| 19   | 20 | Patrick Friesacher   | Minardi-Cosworth  | 56    | + 4 tours                          | 19     |        |
| Abd. | 19 | Narain Karthikeyan   | Jordan-Toyota     | 10    | Panne électrique                   | 17     |        |

Abd.=Abandon

## Pole position et record du tour
- Pole position : Fernando Alonso en 1 min 19 s 905
- Tour le plus rapide : Kimi Räikkönen en 1 min 20 s 502 au 60e tour.

## Tours en tête
- Juan Pablo Montoya : 51 (1-21 / 26-44 / 50-60)
- Fernando Alonso : 7 (22-23 / 45-49)
- Giancarlo Fisichella : 7 (24-25)

## Statistiques
- 5e victoire pour Juan Pablo Montoya, sa première chez McLaren
- 142e victoire pour McLaren en tant que constructeur.
- 47e victoire pour Mercedes en tant que motoriste.
- Kimi Räikkönen et Tiago Monteiro reçoivent une pénalité de 10 places dans la grille pour avoir changé de moteur.